# كائن لاهوائي اختياري

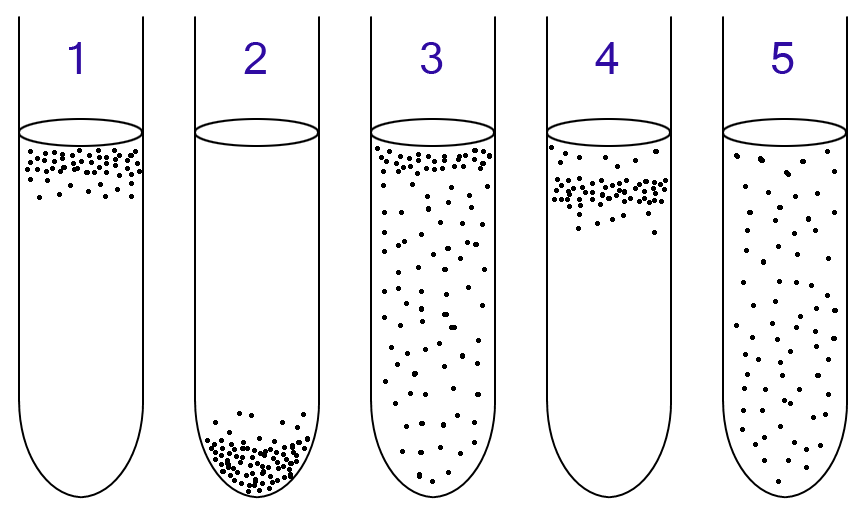

كائن لاهوائي مُخَيَّر (بالإنجليزية: Facultative anaerobic organism)‏ هو كائن حي يُنتج الأدينوسين ثلاثي الفوسفات (ATP) عن طريق التنفس الهوائي في حال وجود الأكسجين، وقادر على الانتقال لعملية التخمر في حال غيابه.